# 吉尔施纳赫
吉尔施纳赫是德国莱茵兰-普法尔茨州的一个市镇。总面积3.27平方公里，总人口276人，其中男性129人，女性147人（2011年12月31日），人口密度84人/平方公里。